# 탁아

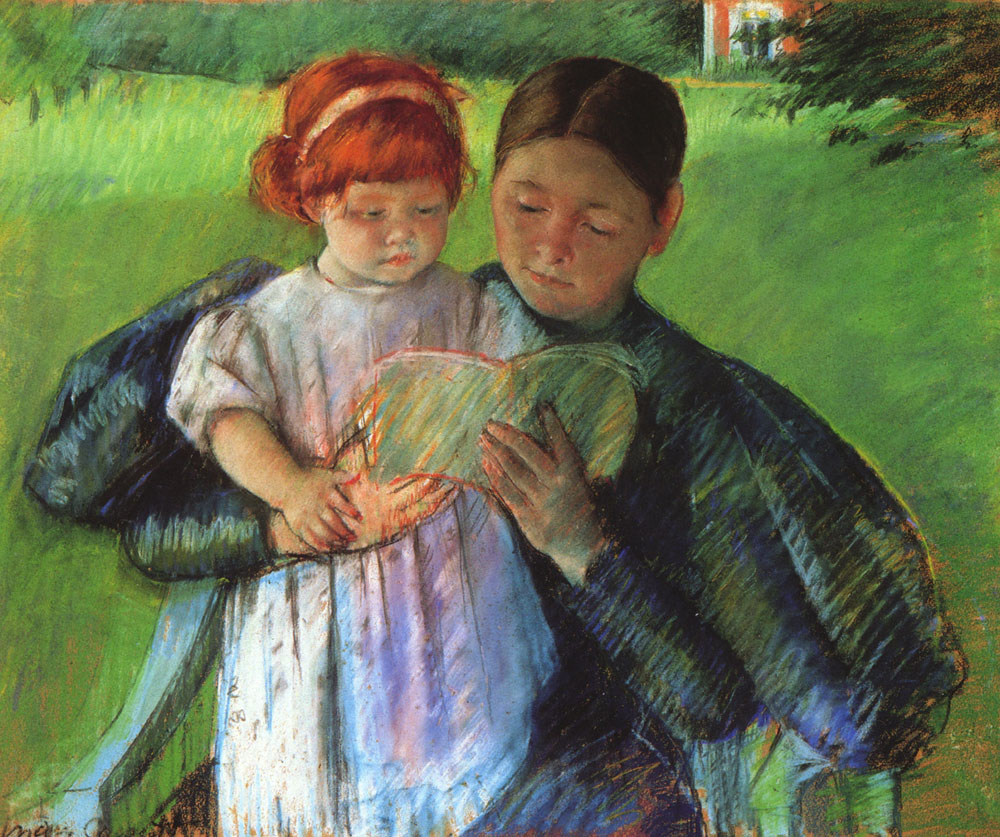
1895년 간호사가 어린 소녀에게 읽어주는 그림

탁아(託兒)는 어린아이의 법정후견인을 포함한 특정인(일반적으로 아이의 직속 가족 이외의 사람)이 어린아이를 맡아서 돌보는 일을 가리킨다. 탁아소(託兒所)는 이러한 일을 하는 사회 시설이다.

## 역사
탁아의 개념은 약 1840년 프랑스에서 등장하였고, 프랑스 정부는 1869년에 Société des Crèches를 승인하였다. 18세기 말, 19세기 초에 유럽에서 기원한 탁아는 1850년대 개인 자선 단체들에 채택되었다. (1854년 뉴욕 데이 너서리-New York Day Nursery-가 최초)

## 같이 보기
- 육아